# Geoffrey Wilkinson
Sir Geoffrey Wilkinson (Todmorden, 14 luglio 1921 – Londra, 26 settembre 1996) è stato un chimico britannico, vincitore del premio Nobel per la chimica nel 1973, «per il suo lavoro nell'ambito dei composti metallorganici».

## Biografia
Nato nel villaggio di Springside, vicino Todmorden nello Yorkshire, frequentò dal 1939 l'Imperial College di Londra laureandosi nel 1941. Nel 1942 Wilkinson si recò per quattro anni in Canada per un progetto sull'energia nucleare, passando poi a lavorare dal 1946 fino al 1950 con il professore Glenn T. Seaborg a Berkeley, California, occupandosi di tassonomia nucleare. Fu quindi ricercatore presso il Massachusetts Institute of Technology e tornò a interessarsi di tematiche a lui care quali i complessi dei metalli di transizione formati da ligandi quali il monossido di carbonio e le olefine.
Dal settembre del 1951 insegnò all'Università di Harvard fino a quando tornò in Inghilterra nel dicembre del 1955, con una pausa sabbatica di nove mesi a Copenaghen. Nel giugno del 1955 venne nominato direttore del dipartimento di chimica inorganica all'Imperial College dell'Università di Londra e da allora si occupò quasi esclusivamente dei complessi dei metalli di transizione.
Wilkinson era sposato con Lise Sølver e insieme ebbero due figlie.

## Attività scientifica
]

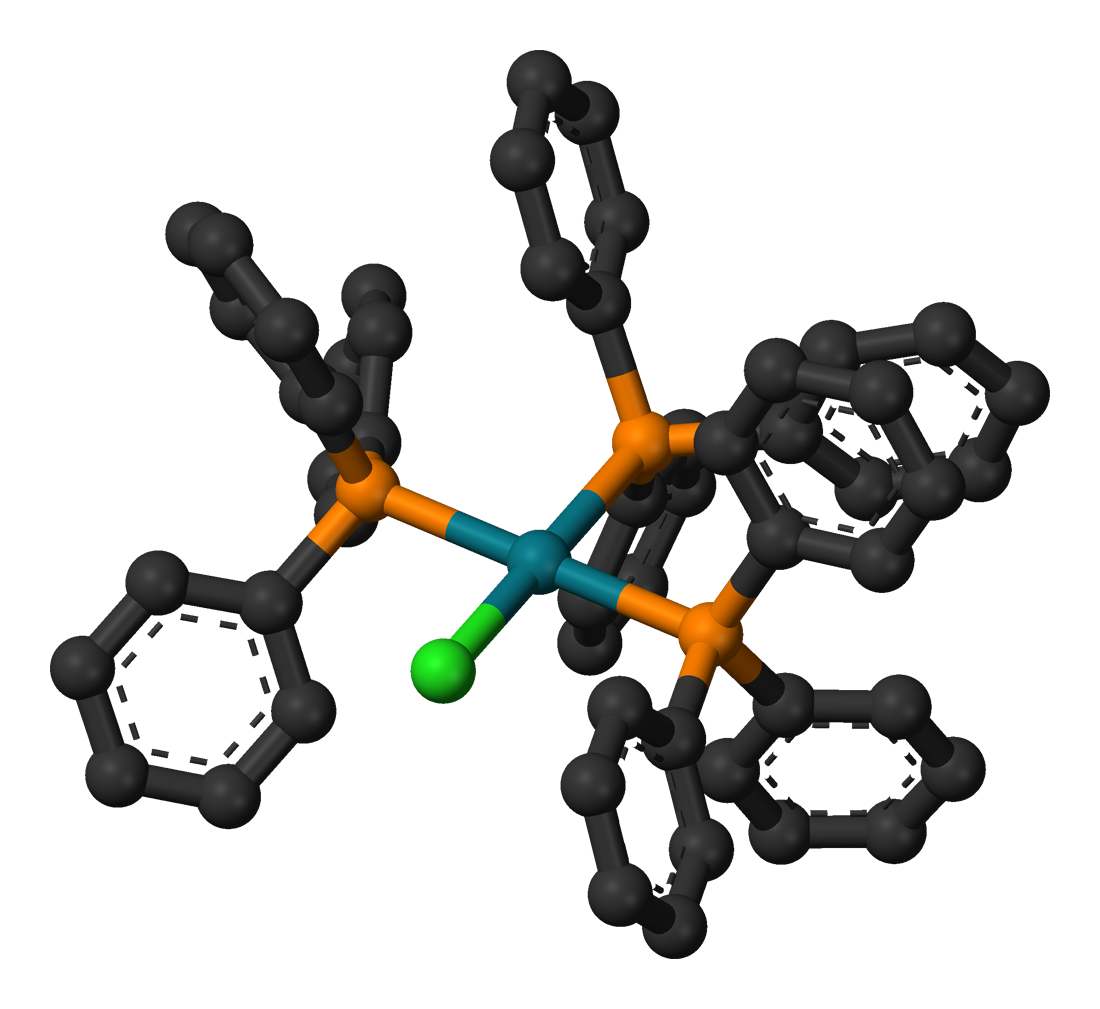
Catalizzatore di Wilkinson [RhCl(PPh_{3})_{3}

Geoffrey Wilkinson è ben noto per l'invenzione del catalizzatore [RhCl(PPh3)3] (catalizzatore di Wilkinson) e per la scoperta della struttura del ferrocene. Il catalizzatore di Wilkinson trova utilizzo industriale nell'idrogenazione degli alcheni ad alcani.
Mediante l'utilizzo di spettri di diffrazione dei raggi X studiò la struttura dei composti metallorganici dei metalli di transizione con monossido di carbonio e con gli alcheni. Mediante la stessa tecnica dimostrò la struttura del ferrocene, formato da un atomo di ferro posto tra due anelli di ciclopentadiene (composto a sandwich).
Durante la sua permanenza all'Università di Harvard investigò sulle funzioni di eccitazione dei protoni nel cobalto.
Nel 1973 vinse il premio Nobel per la chimica, insieme con Ernst Otto Fischer, per il suo lavoro indipendente sui composti metallorganici.